# Bo Setterlind
Bo Alf Ingemar Bardeen (24. august 1923 i Växjö – 24. januar 1991 i Strängnäs) var en svensk forfatter, først og fremmest digter. 
Setterlind, der var troende, er repræsenteret i den svenske salmebog af 1986 med ti originale salmer (nr. 49, 236, 287, 303, 309, 357, 461, 480, 633, 749). Setterlind var også medlem af den svenske frimurerorden.

### Digtsamlinger
- 1948 – Månvagga
- 1949 – Resa i ditt inre
- 1950 – Brev
- 1950 – Poeternas himmel
- 1951 – Hjärtat och trafiken: sista dikter och ett avsnitt reflektioner
- 1954 – Dikter från San Michele: en bok om döden
- 1955 – Flickan och hinden
- 1956 – Svävande över paniken
- 1957 – Jag har två själar
- 1958 – Via tomheten
- 1959 – Den förvandlade blomman
- 1961 – Det ljusnar: dikter och psalmer
- 1961 – Några ord att fästa på siden
- 1962 – Herrens moder: dikter om Jungfru Maria
- 1963 – Dikter från Gotland
- 1964 – Främling på stranden
- 1964 – Via Dolorosa
- 1965 – Den stund då du faller
- 1965 – Schola Strengnensis: Strängnäsmotiv
- 1967 – Rapport från Madame Tussaud's vaxkabinett och trettioåtta andra dikter
- 1968 – Nefertites visdom och andra dikter
- 1969 – Förnekarens bild
- 1970 – Ögon av aska: dikter och tolkningar
- 1970 – Maria och barnet: en lovsång i dikt
- 1971 – Himlen har landat
- 1972 – Landet i höjden
- 1974 – På detta stoftkorn
- 1976 – Det ringer på dörren
- 1978 – Mörkret och lovsången: ballader och dikter
- 1979 – Också fåglarna är fångar i sorgespelet
- 1979 – Stryk molnet från din panna
- 1980 – Mörkret förgår
- 1982 – Till en musiker
- 1984 – Stjärnklart
- 1986 – Den tid det tar att gå längs floden
- 1988 – Blomman i snön
- 1988 – Hirundo: dikter och psykiska blad
- 1990 – Ros bland törnen tuktad
- 1991 – Målaren och ängeln
- 1993 – Den inre himlen

### Øvrige værker
- 1951 – Hallelúja!: roman
- 1952 – Alexandrine: roman
- 1953 – Hamlet i Strängnäs: läsebok för amatörer
- 1954 – Tabu: roman
- 1954 – Poeten och samhället
- 1955 – Därför är jag monarkist
- 1955 – Ett underligt sällskap och andra noveller
- 1957 – Pandoras ask : en roman om den hemska lusten att fylla tomrum
- 1958 – Paus i snöskottningen och andra noveller
- 1959 – Ekarna: en fabel
- 1959 – Fjorton dagar på jorden
- 1960 – Ekegårdens sagor
- 1960 – Det gömda Japan
- 1962 – Pojken som trodde på djävulen (selvbiografisk værk)
- 1967 – Gloria: liturgiskt kyrkospel
- 1977 – Det andra Nya Zeeland: Autearoa
- 1985 – Från dörr till dörr: memoarer